# Hugo-Kaun-Werkverzeichnis
Das Werkverzeichnis des Komponisten Hugo Kaun (HKW), ist das vom Komponisten selbst erstellte Verzeichnis seiner Werke. Er verfasste es 1929 als Teil seiner Autobiographie Aus meinem Leben - Erlebtes und Erlauschtes (veröffentlicht 1932).

## Opern
- 1. Der Pietist (später Oliver Brown), Libretto von Wilhelm Drobegg, Tragische Oper in einem Aufzug. (1885)

Im Vertrieb von Richard Rühle, Berlin, 1895
- 2. Sappho, Musik-Drama in drei Akten (Libretto nach Franz Grillparzers Trauerspiel)

Uraufführung am 27. Oktober 1917 an der Leipziger Oper unter Otto Lohse
Wilhelm Zimmermann, Leipzig
- 3. Der Fremde, phantastische Oper in vier Bildern. Textbuch von Franz Rauch

Uraufführung am 23. Februar 1920 an der Dresdner Semperoper unter Fritz Reiner
Wilhelm Zimmermann, Leipzig, 1919
- 4. Menandra, tragische Oper in drei Akten. Textbuch von Ferdinand Jansen (unter Mitwirkung von Hugo Kaun)

Uraufführung am 25. Oktober 1925 in Braunschweig unter Ludwig Neubeck. 1927, Vorstellung der überarbeiteten und erweiterten Version an der Oper in Bremerhaven unter Walter Schartner. 1928, Rundfunkmitschnitt in Hannover (Rudolf Krasselt); insgesamt 60 Aufführungen von 'Menandra' bis 1929.
Joh. André, Offenbach a. M., 1925

## Symphonien
- 1. Erste Symphonie d-Moll, op. 22, An mein Vaterland. Dem Andenken meines Vaters

Rich. Rühle, Berlin. 1895, (auch erschienen bei Breitkopf & Härtel, 1898)
Uraufführung in Chicago im 14. Januar 1898 mit dem Chicago Symphony Orchestra unter Theodore Thomas
- 2. Zweite Symphonie c-moll, op. 85, (1908) Peter Raabe gewidmet

Uraufführung in Leipzig am 13. Januar 1910 mit dem Gewandhausorchester unter Arthur Nikisch
Ernst Eulenburg, Leipzig, 1910
- 3. Dritte Symphonie e-Moll, op. 96, (1913) Robert Laugs zugeeignet

Uraufführung am 11. November 1914 im Hoftheater Kassel unter der Leitung des Widmungsträgers
Wilh. Zimmermann, Leipzig, 1914 (2007, Leihmaterial lieferbar)

### Symphonische Werke, Ouvertüren und Suiten für Orchester
- 1. Vineta, symphonische Dichtung, op. 16

Rich. Rühle, Berlin, 1886
- 2. Ein Karnevalsfest, op. 21, Suite in vier Sätzen (1886)

Rich. Rühle, Berlin., 1888
- 3. Festmarsch mit Benutzung der amerikanischen Freiheitshymne, op. 29 (auch vierhändig)

Rich. Rühle, Berlin
- 4. Im Urwald, op. 43, zwei symphonische Dichtungen (1901)
  - a) Minnehaha b) Hiawatha (auch vierhändig)

Uraufführung am 6. Februar 1903 mit dem Chicago Symphony Orchestra unter Theodore Thomas
Benjamin, Hamburg, 1902
- 5. Sir John Falstaff, op. 60, symphonische Dichtung. (1904) Theodor Thomas gewidmet

8. Dezember 1905, Erste Aufführung in den USA mit dem Chicago Symphony Orchestra unter Friedrich Stock
Ries & Erler, Berlin, 1906
- 6. Sechs Original-Kompositionen, op. 70, für kleines Orchester. Traugott Ochs zugeeignet
  - a) Fröhliches Wandern, b) Walzeridyll, c) Albumblatt, d) Variationen, e) Elegie, f) Rondo A-dur

auch zweihändig, vierhändig und für Violine und Violoncello mit Klavierbegleitung
Chr. Vieweg Söhne, Berlin-Lichterfelde
- 7. Drei Stücke für kleines Orchester, op. 76, Felix Weingartner zugeeignet
  - a) Scherzo
  - b) Nocturno
  - c) Intermezzo

Uraufführung 1907 im Kgl. Opernhaus Berlin unter Felix Weingartner
auch zwei- und vierhändig und für Violine und Violoncello mit Klavierbegleitung
Chr. Vieweg Söhne, Berlin-Lichterfelde
- 8. Maria Magdalena, Ouvertüre op. 44, Wilh. Berger zugeeignet

C. F. Kahnt, Leipzig
- 9. Am Rhein, Ouvertüre, op. 90

Erste Aufführung in den USA am 31. Januar 1913 in Chicago unter Friedrich Stock
Wilhelm Zimmermann, Leipzig, 1911
- 10. Märkische Suite, op. 92 in 5 Sätzen (1912/1914)
  - a) Märkische Heide (Basdorf-Liepnitzsee), b) Abendstimmung (Kloster Chorin) c) Menuett (Rheinsberg)

d) Nachtgesang (Ferch-Schwielow-See), e) Aus großer Zeit (Potsdam)
a) b) c) für Klavier zweihändig, b) auch für Orgel
Wilh. Zimmermann, Leipzig, 1913 (a, b, c), 1915 (d, e)
- 11. Hanne Nüte, Ouvertüre, op. 107

Wilh. Zimmermann, Leipzig, 1918
- 12. Juventuti et patriae, akademische Ouvertüre, op. 126

Amsel-Verlag, Berlin-Schlachtensee, 1930
- 13. Suite Menandra

Joh. André, Offenbach a. M.
- 14. Ouvertüre Der Maler von Antwerpen, 1899

Uraufführung mit dem Chicago Symphony Orchestra unter Theodore Thomas
später umgearbeitet zu op. 44
- 15. Aus den Bergen Suite für Saxophon und Orchester (Klavierarr.)

Uraufführung in Berlin am 8. November 1938 mit Armin Liebermann (Violoncello!) und Karl August Schirmer (Klavier)
Manuskript, vollendet am 1. April 1932 (dem HKW zugefügt)

## Klavier- und Violinkonzerte
- Klavierkonzert B-Dur (1889 zurückgezogen)
- 1. Erstes Klavierkonzert es-moll, op. 50 (1901)

Uraufführung in Berlin mit der Pianistin Vera Maurina und den Berliner Philharmonikern unter Peter Raabe am 10. Dezember 1904
Benjamin, Hamburg, 1903 (Leihmaterial Bossey & Hawkes)
- 2. Zweites Klavierkonzert c-moll, op. 115, 1921, Prof. Max Chop zugeeignet

Uraufführung in Berlin mit der Pianistin Vera Maurina-Press und den Berliner Philharmonikern unter Rudolf Krasselt am 13. Dezember 1924
Joh. André, Offenbach a. M., 1923
- 3. Fantasiestück für die Violine und Orchester, op. 66. (1905) Michael Press (1871-1938) gewidmet

Uraufführung in Berlin am 1. Januar 1907 unter Ferruccio Busoni (bis 1929 zählte dieses Werk 50 Aufführungen)
R. Kaun, Berlin, 1906 (Auslieferung USA, Kaun Music, Milwaukee, Wisconsin)

## Werke für Streichorchester
- 1. Drei Bagatellen
  - a) Liebeslied, b) Mondnacht, c) Menuett

Chr. Vieweg Söhne.
- 2. Albumblatt, op. 70, Nr. 3

Chr. Vieweg Söhne.
- 3. Übertragungen aus Joh. Seb. Bach's Werken
  - a) Sarabande
  - b) Bourreé
  - c) Choralvorspiel 'Erbarm dich Gott'
  - d) Choralvorspiel 'Aus tiefer Not'

Chr. Vieweg Söhne.

## Märsche für Orchester
- 1. Festmarsch, op. 99, für großes Orchester

Wilh. Zimmermann, Leipzig, 1915
- 2. Militärmarsch, op. 101, auch für Klavier zweihändig
  - a) Trauermarsch b) Nächtlicher Zug c) Trauermarsch

Wilhelm Zimmermann, Leipzig, 1915

## Kammermusik
- 1. Streichquintett (Vl, Vl, Va, Vc, Vc), fis-moll, op. 28,

Rich. Rühle, Berlin, 1898
- 2. Oktett (Kl, Fg, Hn, Vl, Vl, Va, Vc, Kb), op. 26

Rich. Rühle, Berlin, 1891
- 3. Erstes Klaviertrio, B-Dur, op. 32

Rich. Rühle, Berlin, 1896
- 4. Klavierquintett, f-moll, op. 39

Benjamin, Hamburg,  1901
- 5. Erstes Streichquartett, F-Dur, 'Auf den Tod eines Helden', op. 40

Rich. Rühle, Berlin, 1898
- 6. Zweites Streichquartett, d-Moll, op. 41

Rich. Rühle, Berlin, 1899
- 7. Zweites Klaviertrio, c-Moll, op. 58

C. F. Kahnt, Leipzig, 1904
- 8. Drittes Streichquartett, c-Moll, op. 74

F. E. C. Leuckart, Leipzig, 1907
- 9. Sonate für Violine und Pianoforte, d-Moll, op. 82

Heinrichshofen, Magdeburg, 1908
- 10. Viertes Streichquartett, op. 114, a-Moll, Dr. Ertel zugeeignet

Julius Hainauer, Breslau, 1921

## Orgelwerke
- 1. Zwei Orgelstücke, op. 62
  - a) Introduktion und Doppelfuge d-Moll, Walter Fischer zugeeignet
  - b) Fantasie und Fuge c-Moll. Paul Homeyer zugeeignet

C. F. Kahnt, Leipzig, 1905
- 2. Zwei Orgelstücke, op. 89, Arthur Egidi zugeeignet
  - a) Choralvorspiel: 'Wer nur den lieben Gott läßt walten'
  - b) Choralvorspiel und Fuge über 'Jesus, meine  Zuversicht'

C. F. Kahnt, Leipzig, 1910
- 3. Abendstimmung aus der 'Märkischen Suite' (Kloster Chorin)

Wilh. Zimmermann, Leipzig, 1915
AlbisMusic, 2006
- 4. Drei Orgelkompositionen, Bernhard Irrgang zugeeignet
  - a) Choralvorspiel 'Gottlob, es geht nunmehr mit mir zu Ende'
  - b) Choralvorspiel 'Dir, dir Jehovah will ich singen'
  - c) Fantasie 'Morgenglanz der Ewigkeit'

Wilh. Zimmermann, Leipzig, 1914
- 5. Poetische Tonbilder, op. 110, Zwei Hefte. Fritz Schink gewidmet

Wilh. Zimmermann, Leipzig, 1920

## Werke für 2 Klaviere
- 1. Suite im alten Styl op. 81, Ella Jonas-Stockhausen gewidmet
  - a) Präludium, b) Passacaglia, c) Gavotte, d) Gigue

Heinrichshofen, Magdeburg
- 2. Märkische Suite in fünf Sätzen (s. Orchester-Suiten)

Wilh. Zimmermann, Leipzig

## Oratorium und Werke für gemischten Chor und Orchester
- 1. Abendfeier in Venedig, op. 17, für achtstimmigen gem. Chor, Streichorchester und 2 Hörner

Rohlfing, Milwaukee
- 2. Zwei Gesänge op. 45, für gemischten Chor und Orchester oder Pianoforte
  - a) Spruch, b) Beherzigung

Benjamin, Hamburg
- 3. Auf dem Meer, symph. Dichtung für gem. Chor, Bariton, Solo und Orchester, op. 54. Text von Makan

Benjamin, Hamburg
- 4. Mutter Erde, Oratorium für gem., Frauen-, Männerchor und 4 Solostimmen mit Orchester.

Worte von George-Paul-Sylvester Cabanis. Fritz Steinbach gewidmet
Wilh. Zimmermann, Leipzig
- 5. Psalm 126 für gem. Chor, Solostimmen ad lib., Orchester und Orgel. Karl Straube zugeeignet

Wilh. Zimmermann, Leipzig, 1911
- 6. Fest-Cantate für gem. Chor und Orchester

Wilh. Zimmermann, Leipzig, 1912

### Werke für gemischten Chor a cappella
- 1. Drei  Chöre
  - a)  Holländisches Wiegenlied
  - b) Madrigal
  - c) Märzluft  Karl Holtschneider gewidmet

Wilh. Zimmermann, Leipzig, 1912
- 2. Der Tag ist nun vergangen, vierstimmig

Karl Hochstein, Heidelberg.
- 3. Zwei Motetten für fünfstimmigen gem. Chor, Fritz Binder gewidmet
  - a) Aus tiefer Not
  - b) Lobe den Herrn

Wilh. Zimmermann, Leipzig, 1917
- - c) Hochsommernacht, für sechsstimmigen gem. Chor

Amsel-Verlag
- 4. Vier gemischte Chöre
  - 1. Du liebes stilles Tal
  - 2. Stille Seelen
  - 3. Krähenflug
  - 4. Weihnacht

Amsel-Verlag

## Frauenchöre a cappella und mit Klavier
- 1. Mondnacht, vierstimmig mit Klavierbegleitung, op. 4

Rühle, Berlin
- 2. Morgenwanderung, dreistimmig mit Klavier

Schuberth, Leipzig
- 3. Vier Frauenchöre, op. 52 für 2 Soprane, Alt und Klavier
  - a) Das Königskind (mit Altsolo)
  - b) Die Glocken läuten (Passacaglia)
  - c) Ich hör' ein Vöglein locken
  - d) Abendlied

C. F. Kahnt.
- 4. Fünf Frauenchöre a cappella, op. 73
  - a) An die Sterne
  - b) Im Maien
  - c) Draußen sinken die Flocken
  - d) Ave
  - e) Jugend

C. F. Kahnt, Leipzig
- 5. Fünf Frauenchöre a cappella, op. 98
  - a) Gebet
  - b) Schöne Erde, wache auf!
  - c) Brautlied
  - d) Horch Kind!
  - e) Frohe Botschaft

Wilh. Zimmermann, Leipzig, 1915
- 6. Fünf Frauenchöre mit Klavierbegleitung, op. 122
  - a) Zum Schlafen (mit Alt-Solo), dreistimmig
  - b) Der Igel (Kanon), dreistimmig
  - c) Maria am Rosenstrauch, dreistimmig
  - d) Wellen, dreistimmig
  - e) Wunder überall, dreistimmig

Joh. André, Offenbach a. M.

## Duette
- 1. Drei Duette für Alt und Bariton, op, 48
  - a) Die Nachtigall (Kanon)
  - b) Schmetterlingslied
  - c) Tagesanbruch

Benjamin, Hamburg
- 2. Fünf Gesänge für eine Alt- und Baritonstimme op. 69, Georg R. Krust und Frau gewidmet
  - a) An die Nacht
  - b) Erlös
  - c) Der Herzenschlüssel
  - d) Minneregel
  - e) Liebesfrühling

Chr. Vieweg Söhne, Berlin-Lichterfelde
- 3. Drei Duette für Alt und Bariton, op. 87 Frau Anna Reichner-Feiten gewidmet
  - a)  Allgegenwart
  - b) Glück
  - c) Nimmersatte Liebe

C. F. Kahnt, Leipzig
- 4. Fünf Duette für Alt und Bariton, op. 108
  - a) Schließe mir die Augen beide
  - b) Trost
  - c) Die Bäume in der Krone dichter Pracht
  - d) Auf eine Stunde
  - e) Ich denke dein

Wilh. Zimmermann, Leipzig, 1918
- 5. aus Heimat, op. 109
  - a) Und alles gehört uns
  - b) Der Weg im Feld

Wilh. Zimmermann, Leipzig
- 6. aus Vom deutschen Rhein
  - a) Knospende Fluren
  - b) Deutsches Gebet

Amsel-Verlag

## Werke für Violine und Klavier
- 1.  Aus Italien, op. 95
  - a) Am Garda-See
  - b) Capri
  - c) Venedig
  - d) Genua
  - e) Neapel

Wilh. Zimmermann, Leipzig
- 2. Acht Stücke, op. 106
  - a) Wiegenlied
  - b) Gavotte
  - c) Bitte
  - d) Walzer
  - e) Romanze
  - f) Scherzo
  - g) Melodie
  - h) Entsagung

Wilh. Zimmermann, Leipzig, 1917

## Werke für Violoncello
- 1. Gesangsszene mit Klavier- oder Orchesterbegleitung, op. 35

Benjamin, Hamburg.
- 2. Vier Stimmungsbilder, op. 103, Paul Treff zugeeignet
  - a) Schwere Stunden
  - b) Einsam
  - c) Andacht
  - d) Waldschratt

Wilh. Zimmermann Leipzig
- 3. Fünf Stücke, op. 124, Armin Liebermann zugeeignet
  - a) Nachtgesang
  - b) Intermezzo
  - c) Menuett
  - d) Walzer
  - e) Idyll

Amsel Verlag

## Lieder für eine Singstimme
- 0p. 5, Zwei Lieder Fräulein Mathilde Uihlein zugeeignet
  - a) Waldzauber
  - b) Bitteres Gedenken

Richard Rühle, Berlin
William Kaun, Milwaukee und Richard Kaun, Berlin
- 0p. 10, Drei Lieder
  - a) Kalte Nacht
  - b) Mein Herz ist wie die dunkle Nacht
  - c) Armut

Schuberth, Leipzig
- 0p. 12, Drei Lieder
  - a) Nur einmal mocht ich dir noch sagen
  - b) Liebesaufruf
  - c) Juchhe!

Schuberth, Leipzig
- Op. 15, Drei Lieder
  - a) Andenken
  - b) Zwei Sträuße
  - c) Die Eine

Rühle, Berlin
- 0p. 24, Vier Lieder
  - a) Traumbild
  - b) Treue Liebe
  - c) Süße Rast
  - d) Vorüber

Rühle, Berlin
- 0p. 25, Sechs Lieder
  - a) Der Abendtau
  - b) Das Posthorn
  - c) Königin der Nacht
  - d) Roter Mohn
  - e) Es ist kein Tal so wüst und leer
  - f) Ermunterung

Rühle, Berlin
- 0p. 27, Vier Lieder
  - a) Abend
  - b) Geh du nur immer hin
  - c) Mein Schwesterchen
  - d) Wetterleuchten

Rühle, Berlin
- 0p. 33, Vier Lieder
  - a) Das Mondlicht flutet
  - b) Daheim
  - c) Spielmannslied
  - d) Meerfahrt

Rühle, Berlin
- 0p. 37, Drei Lieder
  - a) Der Sieger
  - b) Das Fischermädchen
  - c) Schneidermär

Benjamin, Hamburg
- Op. 46, Sechs Lieder
  - a) Schlummerlied
  - b) Der Gast
  - c) Heimweh
  - d) Fromm
  - e) Das mitleidige Mädel
  - f) Späte Rosen

Benjamin, Hamburg
- 0p. 47, Fünf Lieder
  - a) Leise Lieder
  - b) Darum
  - c) Gute Nacht
  - d) Auf leisesten Sohlen
  - e) Loose

Benjamin, Hamburg
- 0p. 49, Vier Lieder
  - a) Abendlied (mit Violine)
  - b) Ich bin hinauf, hinab gezogen
  - c)  Gleich einer versunkenen Melodie
  - d) Es liegt im Abendstrahle

Benjamin, Hamburg
- Op. 51, Fünf Lieder
  - a) Meinem Kinde
  - b) Gebt mir ein Roß
  - c) So mocht ich sterben
  - d) Wir sind zwei Rosen
  - e) Und gar nicht lange

Benjamin, Hamburg
- Op. 53, Vier Lieder
  - a) Zuflucht
  - b) Jetzt und immer
  - c) Fremd in der Heimat
  - d) Waldseligkeit

C. F. Kahnt, Leipzig
- Op. 55, Sieben Lieder
  - a) Schöne Nacht
  - b) Träume
  - c) Wer lange geht auf Liebe aus
  - d) Friedhof
  - e) Enttäuschung
  - f) Es ist ein hold Gewimmel
  - g) Und hab' so große Sehnsucht

C. F. Kahnt, Leipzig
- Op. 59, Sechs Lieder
  - a) Du hast mich verachtet
  - b) Wunsch
  - c) Es ist dem dunkles Aug wie
  - d) Seine Heimat
  - e) Der Ueberfall, (Ballade)
  - f) Ekstase (auch mit Orchester)

C. F. Kahnt, Leipzig
- 0p. 61, Fünf Lieder
  - a) Weiter sause
  - b) Sündige Liebe (auch mit Orchester)
  - c) Lenz
  - d) Nacht
  - e) Lang wandert' ich

C. F. Kahnt, Leipzig
- Op. 63, Fünf Lieder, Margarethe und Eugen Brieger gewidmet
  - a) In verschwiegener Nacht
  - b) Goldene Nacht
  - c) Frau Sonne
  - d) Einsicht
  - e) Liebesahnung

Ries & Erler, Berlin
- 0p. 68, Sieben Lieder
  - a) Nächtiges Wandern
  - b) Wie wundersam
  - c) In der Mühle
  - d) Am Heimweg
  - e) Am Waldbach
  - f) Mit den Gänsen
  - g) Der eine Reim

Rühle, Berlin
- 0p. 79, Vier Lieder
  - a) Schifferliedchen
  - b) Am murmelnden Bach
  - c) Lerchenlieder
  - d)  Zwiesprach

Birnbach, Berlin
- 0p. 80, Fünf Lieder
  - a) Du
  - b) Fernes Klingen
  - c) Holde Nacht, wie still bist du
  - d) O Blätter, dürre Blätter
  - e) Heimat

Heinrichshofen, Magdeburg
- 0p. 83, Drei Balladen
  - a) Wolfsaugen
  - b) Triumph des Lebens
  - c) Der letzte Pfalzgraf

Heinrichshofen, Magdeburg
- 0p. 86, Vier Lieder
  - a) In der einen Hand den Stab
  - b) Fragt mir nicht nach
  - c) Der Vagabund
  - d) Wir saßen am Wege

Bote & Bock, Berlin
- 0p. 91, Vier Lieder
  - a) Holländisches Wiegenlied
  - b) Was ich liebe (englischer Originaltext)
  - c) Der Springbrunnen (englischer Originaltext)
  - d) Wiegenliedchen (englischer Originaltext)

Wilh. Zimmermann, Leipzig, 1913
- 0p. 94, Fünf Lieder
  - a) Frühlingsmärchen
  - b) Die Fähre
  - c) Mein schönster Traum
  - d) Frau Glück
  - e) Andacht

Wilh. Zimmermann, Leipzig, 1913
- 0p. 97, Fünf Lieder
  - a) Landsturmmanns Abschied
  - b) Die letzte Wahrheit
  - c) Im Volkston
  - d) Vertrau
  - e) In deiner Liebe

Wilh. Zimmermann, Leipzig, 1914
- 0p. 100, Zwölf Lieder für eine Singstimme und Klavier
  - a) Stille weiße Wölkchen
  - b) Mitternacht
  - c) Die Glocken
  - d) Die Musik der Stille
  - e) Der Trommelschläger
  - f) In heiliger Nacht
  - g) Ich möchte tauchen in den stillen Brunnen
  - h) Komm Geliebte
  - i) Küß mich mit deines Mundes Küssen
  - k) Mailied
  - l) Eine Geige klingt von fern
  - m) Dein

Wilh. Zimmermann, Leipzig, 1917
- 0p. 105, Sieben Gesänge, Cornelius Bronsgeest zugeeignet
  - a) Über die Straßen, durch den Garten
  - b) Nun kenn' ich jeden Weg und Steg
  - c) Und du bist's, du
  - d) Gute Nacht
  - e) Sei's Sturm
  - f) Der Mond; - guck doch!
  - g) Alle Dinge haben Sprache (aus 'Jost Senfried' von C. Flaischlen)

Wilh. Zimmermann, Leipzig, 1916
- 0p. 109, Aus Heimat (siehe Männerchöre)
  - a) Der Baum
  - b) Verträumte Jugend
  - c) O schneller, mein Roß
  - d) Ich geh' durch die dunklen Gassen
  - e) Die alte Frau
  - f) Die Woge taucht
  - g) Heimatgebet (dieses Lied wurde zwischen 1933 und 1940 in insgesamt 7 verschiedenen Liederbüchern veröffentlicht)

Wilh. Zimmermann, Leipzig.
- 0p. 112, Deutsche Weisen
  - a) Als ich dich kaum geseh'n
  - b) Ueber die stillen Straßen (Oever de stillen Straten)
  - c) Wenn's Abend ward (Wenn't Abend ward)
  - d) Weiß nicht, woher ich gekommen
  - e) Trutzliedchen
  - e) Ein deutsches Kind
  - f) Hoch in der alten Linde

Wilh. Zimmermann, Leipzig, 1920
- 0p. 113, Vier Lieder und Gesänge, Heinrich Schlusnus zugeeignet
  - a) Erntelied
  - b) Venedig
  - c) O wundervolle Waldesnacht
  - d) Die Hochzeit zu Kana

Hainauer, Breslau
- Op. 119, Sechs Lieder
  - a) Sommernacht
  - b) Paolo und Francesca
  - c) Warnung
  - d) Rosen
  - e) Hätt' ich ein Mütterlein
  - f) Die Genügsamen

Joh. André, Offenbach a. M.
- Op. 120, Die beiden Träume

Joh. Andre, Offenbach a. M.
- Op. 123, Fünf Gesänge, Albert Fischer gewidmet
  - a) Gletschersee
  - b) Gefunden
  - c) Du bist der Tag
  - d) Im Glück
  - e) Der Wanderer

Joh. André, Offenbach a. M.
- 0p. 127, Lieder und Gesänge
  - a) Waldweihnacht

Amsel-Verlag
instrumentiert von Archibald Dollglas von Löwe (Kahnt, Leipzig)
- Wiegenliedchen aus der Oper 'Der Fremde'

Wilh. Zimmermann, Leipzig
- Vier geistliche Gesänge, ohne Opus
  - a) Nach der Trauung
  - b) Ostern
  - c) Weihnachtsstimmung
  - d) Pfingsten
- aus Vom deutschen Rhein
  - a) Glück in der Stille (Bariton)
  - b) Skolie (Bariton)
  - c) Nachts (Alt-Solo)

Amsel-Verlag
- Der verlorene Haufen, ohne Opus, Ballade für eine Baritonstimme

Scherl-Verlag

## Werke für Klavier (zweihändig)
- Op. 1, Variationen über ein Originalthema

Rühle, Berlin
- Op. 2, Vier Klavierstücke
  - a) Arabeske
  - b) Humoreske
  - c) Albumblatt
  - d) Scherzo

Rühle, Berlin
- Op. 3, Vielliebchen, acht kleine, leichte Stücke für den Unterricht

Rühle, Berlin
- Op. 7, Vier Klavierstücke
  - a) Menuett E-Dur
  - b) Serenade
  - c) Im Frühling
  - d) Tarantella g-Moll

Rühle, Berlin
- Op. 9, Dorfgeschichten, fünf kurze Stücke

Rühle, Berlin
- Op. 11, Drei kleine Stücke für den Unterricht
  - a) Wiegenliedchen
  - b) Jugendzeit
  - c) Auf dem Wasser

Schuberth, Leipzig
- 0p. 13, Zwei kleine Stücke, instruktiv

Schuberth, Leipzig
- Op. 20, By Special Desire (Auf Verlangen) To John L Bartels jr. Milwaukee Wis. unter dem Pseudonym Ferdinand Bold

William Rohlfing, Milwaukee
- Op. 23, Acht kleine Etüden

Wm. Kaun, Milwaukee
- 0p. 30, Im Thüringerland, sechs Stücke
  - a) Ballade
  - b) Menuett Bach
  - c) Elegie
  - d) Pastorale
  - e) Rondo D-Dur
  - f) Adagio

Birnbach, Berlin
- 0p. 34, Vier Klavierstücke
  - a) Menuett-Fantasie
  - b) Walzer As-Dur
  - c) Melodie-Etüde
  - d) Oktaven-Etüde

Benjamin, Hamburg
- 0p. 38, Drei Sonatinen
  - a) c-Moll Frau Else Schulze-Baare zugeeignet
  - b) F-Dur Fräulein Hedwig Kreitz zugeeignet
  - c) e-Moll Herrn Victor Heinze zugeeignet

Wilh. Zimmermann, Leipzig, 1917
- 0p. 42, Vier Klavierstücke
  - a) Menuett G-Dur
  - b) Melodie-Etüde
  - c) Valse elegante
  - d) Barkarole

Schuberth, Leipzig
- 0p. 56, Drei Klavierstücke, Herrn Prof. Xaver Scharwenka freundschaftlichst zugeeignet
  - a) Humoreske Es-Dur
  - b) Präludium As-Dur
  - c) Nocturno Des-Dur

Kahnt, Leipzig
- Op. 64, Vier Klavierstücke
  - a) Gondoliera
  - b) In der Dämmerung
  - c) Reigen
  - d) Aus alter Zeit

Ries &  Erler, Berlin
- Op. 71, Pierrot und Colombine, Suite in vier Episoden, Karl Kümpf gewidmet
  - a) Begegnung
  - b) Werbung (Serenata)
  - c) Liebesfrühling (Duett)
  - d) Zwist und Versöhnung

Birnbach, Berlin
- 0p. 78, Waldesgespräche, vier Stücke

Vieweg Söhne, Berlin-Lichterfelde
- 0p. 93, Fünf Klavierstücke, Bruno Hinze-Reinhold zugeeignet
  - a) Ballade (d-Moll)
  - b) Walzer (h-Moll)
  - c) Quelle im Walde
  - d) Berceuse (F-Dur)
  - e) Intermezzo (d-Moll).

Wilh. Zimmermann, Leipzig, 1913
- 0p. 102 Von der Landstraße, Sieben Klavierstücke in mittlerer Schwierigkeit, Fritz Binder freundschaftlichst zugeeignet
  - a) Wandervogel (Rondo)
  - b) Kapelle am Wege
  - c) Heimkehr vom Felde
  - d) Die Vöglein schweigen im Walde
  - e) Tanz unter der Dorflinde
  - f) Heimweh
  - g) Was blasen die Trompeten

Wilh. Zimmermann, Leipzig, 1915
- Op. 104, Vier Spitzweg-Bilder, Celeste Chop-Groenevelt in Freundschaft
  - a) Serenade
  - b) Abschied
  - c) Der Einsiedler
  - d) Der Klapperstorch

Wilh. Zimmermann, Leipzig, 1917
- Op. 111, Mümmelmann, fünf Stücke nach Hermann Löns

Herrn Prof. Walter Petzet in Freundschaft (auch in nummerierter Luxusausgabe)
- - a) Auerhahn-Balze (Oktaven-Etude)
  - b) Mümmelmann (Fuge)
  - c) Einsam im Walde
  - d) Fuchsjagd
  - e) Nebelgestalten

Wilh. Zimmermann, Leipzig, 1920
- Op. 117, Fünf Klavierstücke
  - a) Impromptu
  - b) Märche
  - c) Morgengrauen im Walde (Ganzton-Studie)
  - d) Die Jagd
  - e) Walzer

Carl Fischer, New York
- Op. 118, Sechzehn Präludien in drei Heften für Konzertgebrauch

Joh. André, Offenbach a. M.
- 0p. 125, Natur und Leben, Zwölf Klavierstücke in mittlerer Schwierigkeit für den Unterricht in drei Heften
  - Heft I: 1. Rokokozeit (Menuett), 2. Kuckucksruf, 3. Abendlied, 4. Walzer
  - Heft II: 5. Wanderburschen (Rondo), 6. In der Schmiede, 7. Abendgebet, 8. Kasperle
  - Heft III: 9.  Bauernhochzeit,  10. Spielende Eichhörnchen,  11. Intermezzo,  12. Vergessene Gräber
- Album für die Jugend Ohne Opus, drei Hefte

Chr. Vieweg, Söhne, Berlin

### Werke für Klavier (vierhändig)
- Op. 16, Sechs leichte Stücke

Schuberth, Leipzig
- 0p. 18, Sechs Vortragsstücke

Schuberth, Leipzig

## Werke für Männerchor mit Orchester
- Op. 20, Normannenabschied, mit Bariton-Solo

Rich. Rühle
- Op. 77, Zwei Männerchöre
  - a) Mädchen von Kola (Herder)
  - b) Ständchen (Mahlmann)

Leuckart-Verlag
- Op. 116, Requiem, (Worte nach der Bibel), Alt-Solo, Knabenchor, Orgel

Uraufführung am 22. November 1922 in Berlin mit der 'Berliner Liedertafel' unter Max Wiedemann
F. E. C. Leuckart, 1921 (dieses Requiem wurde bis 1929 300 mal aufgeführt)
- Op. 121, Die Nektartropfen (Goethe), Viktor Keldorfer und dem Wiener Schubertbund gewidmet

Joh. André, Offenbach a. M.

### Ohne Opuszahlen
- Zigeunertreiben (Detlev von Liliencron), Männerchor, Alt- oder Bariton-Solo, Gustav Wohlgemuth zugeeignet

Hainauer
- Lied des Glöckners (Caesar Flaischlen). Männerchor, Alt-Solo und Orchester

Wilh. Zimmermann, Leipzig, 1918
- Oster- und Wandervogellied (Caesar Flaischlen), Männerchor, Alt- oder Mezzosopran-Solo

Wilh. Zimmermann, Leipzig
- Der Führer (Hagen Thürnau), Ballade. Dem Spitzer'schen M.G.V. und Heinrich Melcher gewidmet

Amsel-Verlag
- Die wandernde Menschheit, Ballade, Fritz Prieh Gewidmet

Amsel-Verlag
- Wachet auf! Kantate nach Worten der Heiligen Schrift. Mezzosopran-Solo, Frauen- und Knabenchor ad lib.

Karl Landgrebe und dem Potsdamer M. G. V. zugeeignet
Amsel-Verlag
- Der Steiger (Max Freygang), Ballade

Ferd. Bischof und der Gesangsektion der Turngemeinde in Offenbach a. M. gewidmet
Amsel-Verlag
- Alt-Heidelberg, Suite in drei Sätzen für großes Orchester, Männerchor, Bariton-Solo

(Worte von Hölderlin, Eichendorff und Scheffel)
- 1. Neckartal - Abendstimmung - Schloßbeleuchtung

- - 2. Der Rodensteiner
  - 3. Alt-Heidelberg, du feine

Amsel-Verlag
- Grenzen der Menschheit (Goethe), mit kleinem Orchester oder Klavier

Hermann Dettinger, Dortmund, zugeeignet
Linos-Verlag, Marella

## Männerchöre a cappella
- Op. 6, Drei Männerchore
  - a) Bin ein fahrender Gesell
  - b) Im Volkston
  - c) Waldesnacht, Adolf Zander u. der Berliner Liedertafel gewidmet

Schuberth, Leipzig.
- Op. 14, Drei Männerchöre
  - a) Abschied
  - b) Sagt mir, ihr schimmernden Sterne
  - c) Grüß Gott!

Breitkopf & Härtel
- 0p. 36, Vier Männerchöre
  - a) Ständchen
  - b) Mein Hüttlein
  - c) Juchhe
  - d) Saurer Wein

Benjamin, Hamburg
- 0p. 57, Vier Männerchöre
  - a) Am Strande
  - b) Reiterlied
  - c) Bekenntnis
  - d) Wir wandeln alle, Felix Schmidt und dem Berliner Lehrergesangverein gewidmet

C. F. W. Siegel
- 0p. 57, e. u. f., zwei Männerchöre
  - e) Das Kirchlein auf dem Berge,
  - f) Der Landsknechte Lied, Franz Wagner und der Berliner Liedertafel zugeeignet.
- Op. 67, Fünf Männerchöre
  - a) Deß mag ein jeder gedenken
  - b) Hab' Sonne im Herzen
  - c) Gotenzug
  - d) Schänkenlied
  - e) Komm' in die stille Nacht

Rich. Rühle
- Op. 72, Elf Männerchöre
  - a) Es ist ein Brünnlein geflossen
  - b) Die harte Nuß
  - c) Dämmerung
  - d) Lebenslied
  - e) Ohne Geld, doch ohne Sorgen
  - f) Die hatte
  - g) Einsamkeit
  - h) Heraus mein Kind!
  - i) Im Torweg
  - k) Die stille Stadt
  - l) Vor dir bestehen können

Kahnt, Leipzig
- Op. 75, Acht Männerchöre
  - a) Vom Scheiden
  - b) Frühlingslied
  - c) Vesperhymne
  - d) Die Pantoffeln
  - e) Kurze Weile
  - f) Weg der Liebe
  - g) Wider das Liebesschmachten
  - h) Rosmarin

Kahnt, Leipzig
- Op. 84, Sechs Männerchöre
  - a) Im stillen Friedhof
  - b) Herzkönigin
  - c) Ablösung
  - d) heilige Nacht
  - e) Auf der Wacht
  - f) Rund ist die Welt

Heinrichshofen, Magdeburg

### Ohne Opuszahlen
- 1. Märzenwind
- 2. Sternennacht
- 3. Anakreonisches Liedchen

Hainaner
- 1. Nach dem Gewitter
- 2. Drauf und dran
- 3. Dein Vaterland, Dem Bremer Lehrergesangverein gewidmet

Hainauer.
- 1. Liebe
- 2. Frühlingsreigen, Heinr. Heger und dem M.G.V. 'Franz Abt' gewidmet

Hainauer
- 1. Morgenweihe
- 2. An die Nacht Max Eschke und dem Berliner Sängerverein zugeeignet

Karl Hochstein
- 1. Gebet
- 2. Weine leise
- 3. Aufruf
- 4. Kriegers Erntelied (Text, E. L. Schellenberg)

Wilh. Zimmermann, Leipzig, 1914
- 5. Auf Posten

Wilh. Zimmermann, Leipzig, 1915
- 1. So still wird's
- 2. Nacht am Rhein
- 3. Mut
- 4.  Das silberne Glöcklein
- 5. O komm Nacht
- 6. Die Frösche, Joseph Schwarz und dem Kölner M. G. V. gewidmet

Wilh. Zimmermann, Leipzig, 1916
- 1. Karfreitag
- 2. Vom Amboß der Weltschmiede
- 3. Spruch
- 4. Idyll
- 5. Empor, Max Wiedemann u. der Berliner Liedertafel zugeeignet

Hainauer
- 1. Ein Gleiches
- 2. Ferne Glocke, Der Berliner Liedertafel

Hainauer
- 1. Ich heb' zu dir die Hände
- 2. Der Kranich, Hans Mießner und dem Beethoven-Männerchor gewidmet

Hainauer
- 1. Hünengräber, Dem Hamburger Lehrergesangverein

Hainauer
- 1. Baden, du einzige, Dem M.G.V. „Aurelia“ und seinem Dirigenten Otto Halter

Hainauer.
- 1. Drei Rosen
- 2. Leichter Sinn
- 3. Liebe im Kleinen
- 4. Der Traum des Hirtenknaben
- 5. Lied der Freundschaft

Verlag Albert Stahl
- 1. Vom Rhein
- 2. Weit draußen am Wege

Verlag, Karl Hochstein
- 1. Berge
- 2. Das Quarteffchen
- 3. Dem Vaterland
- 4. Wegwarte

F. E. C. Leuckart
- 1. Bergsonntag
- 2. Deutsche Jugend
- 3. Wielands Lied

Leuckart
- 1. Der 100. Psalm, achtstimmig, Der Cecilia-Melodia
- 2.Heimgang, achtstimmig Dem Dortmunder L.G.V.
- 3.  Ueber allen Gipfeln, Dem 3. Berliner G.V.

Joh. André. Offenbach a. M.
- 1. Abend am Stechlinsee
- 2. Es leuchtet in dunklen Tagen
- 3. Uraltes Lied, Joseph Werth und dem M.G.V. 'Sängerbund' Elberfeld zugeeignet

Joh. André. Offenbach a. M.
- 1. Bruder schlag' ein
- 2. Geh', gehorche meinen Winken
- 3. Liebesfeier
- 4.  Was klagst du an?
- 5. Setz' dich zur Wehr!
- 6. Im Schutz des Herrn, E. Tägener und dem Lehrergesangverein in Hannover

Joh. André. Offenbach a. M.
- 1. Abendfeier
- 2. Am Marktplatz, Gustav Wohlgemuth und dem Leipziger Männerchor

Joh. André, Offenbach a. M.
- 1. Heimat du,  Dem Saar-Sängerbund

Joh. André, Offenbach a. M.
- 1. Eine Kompanie Soldaten, Arrangement (Original Willy Kaufmann), fünfstimmig

Joh. André. Offenbach a. M.
- 1. Sängerspruch, Dem Männerchor Zürich
- 2. Herr, dir in die Hände, siebenstimmig. Dem Wiener M.G.V.

Verlag Tischer & Jagenberg
- 1. Sei selber wahr
- 2. Nun ist Ruh

Verlag Valentin Blatz
- 1. Was wir lieben
- 2. Tagesanbruch
- 3. Minneregel, Max Ludwig und dem Neuen Leipziger M. G. V.

Hug & Co, Leipzig
- 1. Dem Ziele zu, Dem Heidelberger Liederkranz und Carl Wedt
- 2. Du unser Herr und Gott. Dem Wiesbadener Männerchor
- 3. Volk und Heimat, Wilhelm Nagel zugeeeignet
- 4. Gruß ans Vaterland, Max Stange und dem Erk'schen M.G.V.

Verlag Karl Hochstein
- 1. Winterabend, Fritz und der Ulmer Liedertafel
- 2. Mein teures Vaterland, Dem Leipziger Männerchor
- 3. Deutsche Wacht
- 4. Feuerspruch, achtstimmig. Dr. v. Quillfeldt und der Deutschen Sängerschaft, Weimar C. C. zugeeignet

Amsel-Verlag
- 1. Wie bald, achtstimmig. Herrn Rektor Brauner, Vorsitzender des Berliner Lehrergesangvereins
- 2. Trutzlied. Herrn Bartholemy und dem Männergesangverein 'Aurora'
- 3. Das hohe Lied der Treue. Hellmut Mießner und dem Charlottenburger MGV
- 4. Aus den dämmergrauen Wiesen, fünfstimmig.

Dem Berliner Lehrergesangsverein und seinem Vorsitzenden, Herrn Nektor Brauner.
- 5. Busserl. Walther Schmidt und dem Männergesangverein „Sangesfreunde“ Berlin-Steglitz und dem Potsdamer Sängerchor
- 6. Frühlingseinzug, Karl Thülecke und den Männergesangvereinen „Orpheus“, Wilhelmsruh, und 'Harmonia'

Amsel-Verlag
- 1. Komm' wieder, Gesell, Otto Helm, Essen, und dem M.G.V. 'Gemeinwohl' zugeeignet
- 2. Der Weber. Georg O. Schumann und dem 'Hoffmann'schen Liederkranz' gewidmet
- 3. Muttersprache. Herrn Direkfor Fritz Schlegel, Essen zugeeignet
- 4. Das Leben ist ein Wandern. Paul Wohlers und der 'Tremonia' in Dortmund
- 5. Herbst, Willy Düster, Duisburg, gewidmet
- 6. Märchenkunde. Willi Bunten und dem Krefelder M.G.V.
- 7. Heimaterde.  W. Reusch und der Krefelder Liedertafel
- 8. Ein Sonntagmorgen. Willi Weinberg und dem Bonner M.G.V

Amsel-Verlag
- 1. Nur einen Tag. Rud. Hoffmann, Bochum, zugeeignet
- 2. Alt-Heidelberg (Aus der Suite für gr. Orchester für a-cappella-Männerchor).
- 3.  Ans Werk!, Hanns Mießner gewidmet

Amsel-Verlag
- 1. Am Grenzstein. Philipp Stilz und dem 'Saarbrucker Liederkranz' zugeeignet
- 2. Die Zeit - ein Schmied. John Julia Scheffler und dem Männergesangverein 'Adolphina', Hamburg
- 3. Schwing' dich auf! Otto Naumann und dem Lehrergesangverein Mainz und Wiesbaden gewidmet
- 4. Trost. Willy Brouwers und dem Männergesangverein 'Amphion'
- 5. Trost in der Natur. Hugo Rahner und der „Liederhalle“ in Karlsruhe zugeeignet
- 6. Nicht verzagen! Dem 'Sängerbund Nordmark' gewidmet
- 7. Von des Lebens Sonnenschein

Hugo Heermann und dem Männergesangverein 'Sängerlust', Frankfurt a. M.-Schwanheim gewidmet
- 8. Den Heuchlern. Dem M.G.V. Wiesbaden gewidmet
- 9. Der Käfer und sein Lied. H. Krehbiel und dem 'Sängerkreis' in Kaiserslautern gewidmet
- 10. Nun ist das Abendrot verglommen. Robert Wiemann und dem Stettiner Lehrergesangverein zugeeignet
- 11. Heimatsklang, Der  'Polyhymnia' in  Ohligs und  ihrem  Dirigenten, Kapellmeister Beschle, gewidmet
- 12. Du bist der Born. Robert Manzer und dem Karlsbader M.G.V. zugeeignet

Amsel-Verlag
- 1.  Empor das Herz!, Musikdirektor Bornheim in Villingen
- 2.  Denn wir sind alle Brüder, Allen Deutschen gewidmet
- 3.  Das Volkslied. Th. Gronen und dem 'Katholischen Männergesangverein' in Hildesheim
- 4.   In der Mondnacht. Hans Lavater und dem Sängerverein 'Harmonie' in Zürich zugeeignet
- 5.  Schweizeralpe. Wilhelm Weimar und dem Männergesangverein 'Concordia' in Frankfurt a. M. gewidmet

### Männerchorwerke mit Klavierbegleitung
- Heimat, op. 109. Ein Zyklus von vierzehn Gesängen für Männerchor, Alt- und Bariton-Solo
  - 1. Morgenlied (Chor)
  - 2. Der Baum (Alt-Solo)
  - 3. Verträumte Jugend (Bariton-Solo)
  - 4. Guter Rat (Chor)
  - 5. O schneller mein Roß (Bariton-Solo)
  - 6. Die Liebe saß als Nachtigall (Chor)
  - 7. Und alles gehört uns (Duett)
  - 8. Der Freund (Chor)
  - 9. Ich geh' durch die dunklen Gassen (Bariton-Solo)
  - 10. Die alte Frau (Alt-Solo)
  - 11. Schifferspruch (Chor)
  - 12. Aus Wogen faucht (Bariton-Solo)
  - 13. Der Weg im Feld (Duett)
  - 14. Heimatgebet (Chor und Soli)

Wilh. Zimmermann, Leipzig, 1918
- Vom deutschen Rhein. Ein Zyklus von dreizehn Gesängen für Männerchor, Alt- und Bariton-Solo und Klavierbegleitung
  - 1. Frühling am Rhein (Chor)
  - 2. Morgenhymnus (Alt-Solo und Doppel-Terzett)
  - 3. Heimatzauber (Chor)
  - 4. Glück in der Stile (Bariton-Solo)
  - 5. Das Sanctusläuten (Chor)
  - 6. Knospende Fluren (Duett)
  - 7. Hüttenwerk (Chor)
  - 8. Die Nachtigallen von Nonnenwerth (Alt-Solo und Chor)
  - 9. Skolie (Bariton-Solo)
  - 10. Erntezeit (Chor)
  - 11. Nachts (Alt-Solo)
  - 12. Deutsches Gebet (Duett)
  - 13. Flamme empor! (Männerchor und Soli)

Amsel-Verlag, Berlin
Peters, New York (2007 lieferbar)
- Grenzen der Menschheit (Goethe), für Männerchor und Klavier. (Siehe auch Männerchor mit Orchester)

Linos-Verlag, Berlin-Zehlendorf/West

## Schriften und andere Werke
- Heil dir im Siegerkranz (dem HKW zugefügt)

Diese deutsche Volkshymne von Hugo Kaun ist in der Absicht komponiert, die bisherige englische Melodie durch eine deutsche Volksweise zu ersetzen
erschien in verschiedensten Ausgaben für: Klavier, Volkausgabe, Singstimme, Männerchor
gem. Chor, Schulausgabe, Orchester, Militärmusik, Salon-Orchester
Wilh. Zimmermann, Leipzig, 1918
- Harmonie- und Modulationslehre

Wilh. Zimmermann, Leipzig, (1915, 1921, 1928, auch in englischer Sprache)
- Aufgabenbuch zur Harmonielehre

Wilh. Zimmermann, Leipzig, 1918
- Aus meinem Leben,  Erlebtes und Erlauschtes

Linos-Verlag (Marella), 1932
Neuauflage, Hrsg. Gerhard Helzel, Edition Romana Hamburg, 1999